# 黎小田
黎小田（英語： Michael Lai Siu Tin；1946年11月8日—2019年12月1日），原名黎田英，香港音樂家、作曲家、音樂製作人。
幼年時，父親黎草田任職電影公司，為電影配樂和作曲。黎小田因而成為童星，1960年代加入舞廳、夜總會等演奏場合的樂隊，並自學樂器和樂理。1975年以《家燕與小田》的節目主持和表演者身份加入麗的電視；及後成為該台的音樂總監，為多部電視劇創作歌曲，屢次獲得十大中文金曲獎。1980年代初轉投無綫電視旗下的華星娛樂有限公司，擔任音樂監製，曾捧紅梅艷芳、張國榮、呂方等歌手。同時為多部香港電影配樂，曾以《胭脂扣》獲得第8屆香港電影金像獎的「最佳電影配樂」。
1980年代末，黎小田離開華星並成立自己的唱片公司，但慘淡收場。晚年偶爾作曲、經營音樂酒吧，以及為懷舊音樂節目如《名曲滿天星》、《流行經典50強》及《流行經典50年》等擔任主持、音樂總監等職務。他被視為香港粵語流行曲的奠基者之一，筆下作品逾七百首。2006年，香港作曲家及作詞家協會為表揚他的音樂才華及對香港樂壇的貢獻，向其頒發「CASH音樂成就大獎」。

## 生平

### 早年生活
黎小田原名黎田英，香港出生，早年於香港島中環亞畢諾道生活，後隨家人移居旺角花墟道:245, 250, 251。其父為長城製片公司的作曲家黎草田，母為《新晚報》、《香港商報》作家楊莉君，妹妹黎海寧為現代舞編舞家。他曾就讀天主教南華中學（幼稚園部，1952年上午校，當時已用「黎小田」一名）香島中學小學部（1958年小六）和聖若瑟英文中學:245, 250, 251（1961年中三）。15歲時遠赴英國留學。回港後入讀喇沙書院和新法書院太子分校（預科、下午校）:245, 250, 251，中學預科畢業。
五歲時，黎小田成為長城電影公司童星，起初多演國語片，常演個性乖巧的小孩，發揮較少；及後轉演粵語片，戲份益增，角色背景以草根階層居多。此時期，黎拍攝了一系列「神童」電影（光藝製片公司），如《神童捉賊記》和《神童擒兇記》裡，演活戲中機智勇敢的頑童角色，是為其代表作。1960年參演《可憐天下父母心》，演出深入民心。至十七歲時，黎共演出《兒女經》、《金玉滿堂》等三十多部電影，其後淡出。
儘管父親是音樂家，他並非黎小田音樂上的啟蒙者。五歲時，黎小田遭父逼迫學鋼琴、彈古典音樂，但興趣全無，考獲六級便止。及後，開始迷上了電台經常播放的歐西流行曲，便隱瞞對流行音樂有成見的父親學結他；期間黎小田被父親打斷了五支結他，後來在祖母的幫助下才能完成學習結他的心願。1960年代，黎小田返回香港後曾加入沙田酒店茶舞廳、夏蕙夜總會等演奏場合的樂隊，通過看書自學各種樂器，又從夏蕙夜總會樂隊領班顧嘉煇身上偷師:246-258。

### 七十年代
1973年，黎小田參加無綫電視第一屆「作曲邀請賽」，憑「失落的愛」（一作《痴心等待你》）一曲獲得季軍。1975年加入麗的電視，為電視劇《子夜》創作並演唱主題曲，正式開始其創作人生涯，並與薛家燕主持綜藝節目《家燕與小田》且發行唱片。黎小田曾自述，《家燕與小田》的組合定位、節目概念和節目形式，皆啟發自70年代美國著名藝人組合Sonny & Cher及其電視綜藝節目《The Sonny & Cher Comedy Hour》；而薛家燕及時任麗的電視節目創作人屠用雄憶述，麗的創作部原屬意以陳百強搭檔薛家燕主持節目；但黎小田因懂主持且形象詼諧獲薛家燕推薦。黎小田其後主持《貓頭鷹時間》、《哈哈小田》等多個節目，頗受麗的看重。
他同時接替吳迺龍出任麗的電視的音樂總監，事業開始起飛，當時麗的電視的電視劇主題曲大多是他跟麗的宣傳總監盧國沾（負責填詞）和麗的樂隊領班奧金寶（與黎小田分擔編曲工作）合作而成的，其中《天蠶變》、《殘夢》、《人在旅途灑淚時》及《戲劇人生》更入選十大中文金曲，與時任無綫電視音樂總監顧嘉煇在香港電視劇歌曲市場平分秋色。華語金曲獎總策劃游威形容異於「煇黃作」（指顧嘉煇和詞人黃霑）的勵志和快意，黎小田和盧國沾的作品主基調是「黑色悲情」，「盡顯人生的失意與悲情時刻，灑著數不盡的落寞」。
黎小田亦得到其他平台創作歌曲的機會，如電影。1977年為《跳灰》所譜曲的《問我》（黃霑詞），奠定其作曲人的地位，並且往後流行不衰。普遍視之為1970年代粵語流行曲中興時期的重要作品，而相關評論的焦點則較集中在歌詞上；也有結合詞曲一起來分析的，如音樂研究者劉靖之曾評論道：「無論從旋律、歌詞、結構、內容、意境等方面來看，《問我》遠遠超出同時代的粵語流行曲」。
他亦重新投入電影界，曾主演艷情片《肉蒲團》（75年）、喜劇《風流小子》（76年）和唐書璇導演的社會諷刺喜劇《暴發戶》（79年）。由於《家燕與小田》反響不俗，他和薛家燕亦借勢於1978年聯合執導並主演喜劇《狗咬狗骨》，票房為82萬港元，該年香港電影票房中排行等52位。七十年代末後，黎小田把心力集中在音樂上，往後的電影演出以客串形式居多。
1980年8月，黎小田於香港大會堂舉行「黎小田作品欣賞會」，屬香港首個流行音樂作曲人的個人作品演唱會，歌手有關正傑、葉振棠、陳秀雯、柳影虹、徐小明、鄭寶雯等。

### 八十年代

#### 加入華星
1982年，黎小田因不滿新管理層的作風而離開麗的電視，轉投無綫旗下的華星娛樂有限公司，擔任音樂監製，主辦新秀歌唱大賽，並從日本富士電視台學來「一簽十年八年」並影響至今的經理人制度。黎小田曾捧紅梅艷芳、張國榮、呂方等歌手；為張羅歌曲塑造歌手不同的形象，他所監製的專輯如《壞女孩》、《Stand Up》等，大多以日本歐美改編歌為主軸。他曾獲得三個相關獎項，包括1985年度的香港商業電台中文歌曲擂台獎的「最有貢獻唱片監製」和十大勁歌金曲頒獎典禮的「最佳唱片監製獎(《不覊的風》)」，以及1986年度十大勁歌金曲頒獎典禮的「最佳唱片監製獎(《黑色午夜》)」。
他同時繼續為歌手供曲，影視歌曲較受歡迎的有《儂本多情》、《胭脂扣》、《問誰領風騷》、《伴我啟航》等；非影視類則有《似火探戈》和《煙雨凄迷》等。部份歌曲如《煙雨凄迷》和《胭脂扣》獲獎甚豐。

1988年，黎小田在紅磡香港體育館舉行「群星金曲伴小田演唱會」，共5場，演出嘉賓有張國榮、梅艷芳、陳百強、呂方、成龍等。

#### 電影配樂
80年代初期起，黎小田積極參與電影配樂工作，至今為三十多部電影配過樂，包括恐怖片如《人嚇人》、《人嚇鬼》等；由於跟成龍是朋友，亦為其不少動作片配過樂，包括《警察故事》、《A計劃》等，但他認為這類電影強調效果聲而把音樂蓋過。
《胭脂扣》的配樂是其唯一的得獎作品。
|                              | 電影的創作人運用不同的電影歌曲或音樂的技巧和處理方法，以劇情和非劇情歌曲或音樂的方式交織運用，讓影片充滿三十年代的時代氣息之餘，也能與當代觀眾接軌……並運用停頓、拍和特色、不同的伴奏樂器和迴聲製造不同的音樂效果，讓曲中寄情，以深具情感表現力的音聲來描寫無以言喻的人物情感 |
| ——香港電影評論學會會員吳月華 | |

但黎小田表示這不是他最滿意的配樂，因為配器以結他和電子合成器為主，弦樂不足。

### 九十年代以後
黎小田在1989年離開華星，創立世紀唱片（國際）公司，簽下羅文、麥潔文、倫永亮、陳雅雯、王虹、李健達等歌手，行「唱將」路線，並與商人林建岳新入主的亞視合作，負責製作劇集歌曲；但商業成績強差人意，公司很快便倒閉收場。
1995年，黎小田加盟华娱卫视，與沈殿霞、盧海鵬客串演出節目，及後因電視台改變方針而淡出電視圈，在北京開設廣告製作公司。2001年，他曾一度客串飾演無綫電視古裝喜劇《皆大歡喜》中武麒麟一角，與薛家燕（飾女主角）有頗多對手戲，這對久違的螢幕拍檔於是再現觀眾眼前。同年，又曾與汪明荃一同主持無綫電視音樂節目《名曲滿天星》之第一輯。
2002年，黎小田在跑馬地黃泥涌道開設酒吧「Le Piano Bar & Cafe」，顧客多為明星名人，衛蘭出道前曾為酒吧的駐唱歌手。2005年2月2日，黎小田在酒吧門外被三個男人毆傷，但沒有報警，並表示被襲原因可能是醉酒與人結怨。
2006年2月，與前妻關菊英一同主持無綫電視的音樂節目《超級靚聲演鬥廳》。同年獲香港作曲家及作詞家協會於2006年CASH金帆音樂獎頒獎典禮中頒發「CASH音樂成就大獎」。
2007年10月18日及19日，黎小田於紅磡香港體育館舉辦兩場「問我30年黎小田演唱會」，出席歌手包括薛家燕、葉振棠、關菊英、陳秀雯、呂方余安安、王馨平等。同期為陳奕迅作曲的《Crying in the Party》推出，流行成績頗佳，被視為黎小田最後一首年青聽眾較為熟知的作品。

### 晚年
2017年起，黎小田擔任無綫電視懷舊音樂節目《流行經典50強》其中一位主持，並同時統籌伴奏、編曲的工作。節目大獲好評，其後推出新輯並更名為《流行經典50年》。
2018年2月17日及18日，黎小田於紅磡香港體育館舉辦兩場「小田金曲50年作品演唱會」，邀請十多位歌手及藝人出席演唱其音樂作品，包括薛家燕、葉振棠、麥潔文、曾路得、柳影虹、周華健、湯寶如、黎瑞恩、許志安、王馨平、陳曉東、衛蘭、衛詩、側田等。同年發表精選《小田製樂．黎小田特強流行經典五十》（環球唱片）和《小田金曲作品50年》（環星唱片），均由他數十年的創作中挑選五十首，前者分為「麗的」、「無綫華星」、「電影、香港電台、大碟」三大類；後者以麗的時期的作品為主，除了原版，還收錄其他歌手的翻唱。
至2019年，黎小田錄影《流行經典50年》時患上肺炎，於2019年3月起為休養而辭任主持一職，及後發現已罹末期肺癌；10月傳聞其病情轉趨反覆；同年11月數度傳出病危消息。12月1日早上7時55分，黎小田於銅鑼灣聖保祿醫院離世，享壽73歲。

## 喪禮與悼念活動
2019年12月初，多間香港電視台播放黎小田的紀念特輯。

2019年12月15日下午5時，假九龍紅磡世界殯儀館的世界堂設靈，靈堂放有多位藝人致送的花圈，遺照上方掛有四字橫匾「儂本多情」。好友陶傑為其撰寫輓聯，聯中嵌入黎小田數首音樂作品之曲題，包括《湖海爭霸錄》、《問我》、《浮生六劫》及《胭脂扣》，以及黎小田之名字：
|             | 千歌淚傾湖海，問小我何能感絃歸夢宇。 六劫愛繫心田，悵浮生幾許塵緣散胭脂。 |
| ——陶傑 敬輓 |                                                                           |

2020年1月10日，薛家燕、陳欣健、李龍基、杜德偉、泳兒等歌手在旺角麥花臣場館舉行向黎小田致敬的《To 小田 with Love Forever 音樂會》，音樂總監為杜自持，監製為錢國偉。
2023年10月28日 ，電視廣播有限公司紀念黎小田4周年當日晚上20:30-21:30播放紀念特輯《樂壇伯樂黎小田》，由糖妹聲音導航。

## 音樂風格
黎小田曾表示喜歡以旋律為主導、簡單就是美的原則寫歌:21,24，講究曲調的流暢，多按和弦的即興性而轉調，而最愛用的樂器是鋼琴。
黎小田涉獵的曲風多元，有中國風格流行曲調如《換到千般恨》與以粵曲融入流行樂的《胭脂扣》、清新民歌如《驟雨中的陽光》、快歌如《伴我啟航》、《似火探戈》等；但其作品較多為抒情慢曲。
樂評人黃志華形容其個人風格「浪漫不羈」，認為他喜歡加入一些實驗的手法，如四拍子與三拍子互轉（《怒劍鳴》）、在當時流行AABA曲式的樂壇嘗試AABCBC曲式（《俠盜風流》）、以兩個短音為樂曲結尾（《你心澈悟時》）等；至於其中國風格流行曲調的特色，除了長於曲式句式的靈活變化，則是以羽調為主，以及較少採用純五聲音階和旋宮轉調。

## 家庭
黎小田24歲時與女友羅錦霞結婚，兩年後離婚；育有一子黎兆斌。黎小田在1972、73年左右認識十幾歲初涉樂壇的關菊英。1973年他在無綫電視第一屆「作曲邀請賽」獲得季軍，參賽歌曲便是由關菊英演繹。二人拍拖八年後結婚，婚姻維持了兩年，黎小田後來一直保持單身。
2008年，黎兆斌與任職香港商業電台節目主持的林寄韻結婚，然而二人一同現身於黎小田喪禮打點前，林寄韻一直未有透露與黎小田之翁媳關係。

## 獎項

### 個人獎項
| 年份 | 頒發方                                                                       | 獎項                                   | 來源   |
| ---- | ---------------------------------------------------------------------------- | -------------------------------------- | ------ |
| 1977 | 第八屆十大歌星金駱駝獎及最有前途新星銀星獎選舉（華僑晚報與國民漆廠聯合主辦） | 十大歌星金駱駝獎（以家燕與小田的名義） | [ 58 ] |
| 1986 | 香港商業電台中文歌曲擂台獎                                                   | 最有貢獻唱片監製                       | [ 59 ] |
| 1986 | 1985年度十大勁歌金曲頒獎典禮                                                 | 最佳唱片監製獎（《不覊的風》）         | [ 60 ] |
| 1987 | 香港商業電台中文歌曲擂台獎                                                   | 最有貢獻作曲人                         | [ 59 ] |
| 1987 | 1986年度十大勁歌金曲頒獎典禮                                                 | 最佳唱片監製獎（《黑色午夜》）         | [ 60 ] |
| 1988 | 第二屆《商業奇才》頒獎禮                                                     | 十大商業奇才                           | [ 61 ] |
| 1989 | 第8屆香港電影金像獎                                                          | 最佳電影配樂《胭脂扣》                 | [ 62 ] |
| 2005 | 華語音樂傳媒大獎                                                             | 殿堂作曲家                             | [ 63 ] |
| 2006 | 香港作曲家及作詞家協會                                                       | CASH音樂成就大獎                       | [ 64 ] |
| 2015 | ATV歲月如歌大賞                                                              | ATV至尊作曲家                          | [ 65 ] |
| 2019 | 亞洲最具影響力盛典                                                           | 演藝界最具影響力終身成就大獎           | [ 31 ] |

### 得獎歌曲（參與作曲）
- 1979年：十大中文金曲──《天蠶變》（關正傑）
- 1980年：十大中文金曲──《人在旅途灑淚時》（關正傑、雷安娜）
- 1980年：十大中文金曲──《殘夢》（關正傑）
- 1980年：十大中文金曲──《戲劇人生》（葉振棠）
- 1984年：十大中文金曲、十大勁歌金曲──《似水流年》（梅艷芳）
- 1988年：
  - 十大中文金曲、十大勁歌金曲──《煙雨淒迷》（陳百強）
  - 1987年度商台中文歌曲擂台獎「最佳歌曲獎」──《似火探戈》（梅艷芳）
- 1989年：第8屆香港電影金像獎「最佳電影歌曲」──《胭脂扣》[62]、1988年度十大勁歌金曲頒獎典禮 - 十大勁歌金曲《胭脂扣》
- 2007年：
  - 叱吒樂壇流行榜頒獎典禮 - 專業推介 叱吒十大（第二位）Crying In The Party（陳奕迅）
  - 新城勁爆頒獎禮 - 新城勁爆歌曲 Crying In The Party
  - SINA Music樂壇民意指數頒獎禮 - 最高收聽率歌曲（第七位）Crying In The Party

## 音樂作品

### 主要作曲、編曲作品
有關黎小田的主要作曲及編曲作品列表，請參閱 香港電視大典上的相关条目：黎小田。

### 專輯
- 1976年：家燕與小田（與薛家燕）
- 1990年：黎小田純音樂集（黎小田與甘士樑監製）
- 2018年：小田製樂．黎小田特強流行經典五十、小田金曲作品50年

### 原聲碟
| 年份 | 專輯名                                                                      | 唱片公司   |
| ---- | --------------------------------------------------------------------------- | ---------- |
| 1984 | Project A - プロジェクトA                                                   | Victor     |
| 1985 | The Police Story 香港国際警察                                               | Victor     |
| 1986 | The Armour of God = サンダーアーム/龍兄虎弟 (Original Soundtrack Recording) | Victor     |
| 1987 | プロジェクトA2 - Project A Part 2                                           | Victor     |
| 1987 | 大運河：無線電視劇《大運河》組曲（與趙文海合作監製，主要作曲人）            | 華星唱片   |
| 1988 | Cyclone Z - サイクロンZ / 飛龍猛将 オリジナル・サウンドトラック             | Victor     |
| 1992 | 仙鶴神針 亞洲電視劇集 原聲音樂專輯（歌手為葉麗儀）                          | 星傳真唱片 |

## 影視作品
有關黎小田曾參演的影視作品列表，請參閱 香港電視大典上的相关条目：黎小田。